# 春建乡
春建乡，中国浙江省西北部杭州市富阳区下辖的一个乡。	

## 行政区划
现辖：
下俞村、铁坎村、徐家坞村、咸康村、春建村和大唐村。